# Pseudepidosis bifida
Pseudepidosis bifida är en tvåvingeart som beskrevs av Spungis 1981. Pseudepidosis bifida ingår i släktet Pseudepidosis och familjen gallmyggor.
Artens utbredningsområde är Lettland. Inga underarter finns listade i Catalogue of Life.